# Mohelnický betlém
Velký vyřezávaný mohelnický betlém je každoročně o vánočních svátcích vystavován v mohelnickém kostele sv. Tomáše Becketa, v boční kapli sv. Anny. Na ploše 6×7 metrů je kromě jesliček také řada dalších figur i staveb včetně přesných kopií hradů Bouzov a Karlštejn či samotného kostela sv. Tomáše Becketa.
Dílo vytvořil mezi lety 1958 a 1988 Josef Nedomlel (1909–1990) ze Starého Města u Bruntálu. Autor sám je v betlémě vyobrazen jako chasník s pytlem mouky na zádech stojící před křížlickým mlýnem. V jeho práci pokračuje jeho syn František, který např. dokončil chybějící figury pěti hrajících muzikantů a sám přidal k betlému např. chasníky řezající dřevo či horníky vytahující z dolu rumpálem nakopané uhlí.
V kapli, kde je betlém každoročně vystavován, zní koledy a celý objekt je nasvětlen v několika různých barevných kombinacích. Část figurek i staveb (mlýny) je pohyblivá.

## Seznam figur
- svatá rodina
- anděl zvěstování
- tři králové
- pět hrajících muzikantů (2003)
- dvojice chasníků, kteří obloukovou pilou řezají dřevo (2006)
- dvojice horníků vytahující rumpálem uhlí z dolu (2007)
- dvě selky ve chlévě s krávou a kozou (2008)
- tři dvojice dětí tančící kolem stromu (2009)
- zvonička (2010)
- Kolářství (2012)
- postavičky nosící pytle do mlýna (2013)
- hamr s vodním kolem a kováři (2014)

## Seznam staveb
- jesličky
- hrady Bouzov a Karlštejn
- kostel sv. Tomáše Becketa
- mohelnické muzeum (bývalá fara)
- vodní mlýn v Křížlicích
- Kramerova vila na skále nad hrází přehrady ve Znojmě
- Rudoltická zvonička